# H. P. Lovecraft II
| Recensione              | Giudizio |
| ----------------------- | -------- |
| Piero Scaruffi          | [ 1 ]    |
| Dizionario del Pop-Rock | [ 2 ]    |
| Debaser                 | [ 3 ]    |

H. P. Lovecraft II è il secondo album discografico del gruppo musicale di rock psichedelico statunitense H. P. Lovecraft, pubblicato dalla casa discografica Philips Records nel settembre del 1968.

## Tracce
Lato A
1. Spin, Spin, Spin – 3:26 (Terry Collier)
2. It's About Time – 5:20 (Terry Collier)
3. Blue Jack of Diamonds – 2:55 (Jeffrey Boyan)
4. Electrallentando – 6:27 (George Edwards)

Lato B
1. At the Mountains of Madness – 4:48 (George Edwards, David Michaels, Tony Cavallari)
2. Mobius Trip – 2:46 (George Edwards)
3. High Flying Bird – 3:15 (Billy Edd Wheeler)
4. Nothing's Boy – 0:40 (Ken Nordine)
5. Keeper of the Keys – 3:06 (Tom Shipley, Mike Brewer)

## Formazione
- George Edwards - chitarra acustica, seconda chitarra elettrica, basso, voce
- David Michaels - tastiere, voce, arrangiamento e conduttore strumenti ad arco
- Tony Cavallari - chitarra solista, voce
- Jeffrey Boyan - basso, voce
- Michael Tegza - batteria, percussioni, voce

Note aggiuntive
- George Badonsky - produttore (A George Badonsky Production) e A&R Director
- Registrazioni effettuate al ID Sound di Los Angeles, California (Stati Uniti)
- Christopher Huston - ingegnere delle registrazioni
- Mixing effettuato al Record Plant di New York
- Bob Schnepf - design album
- Tom Gundelfinger - fotografia[6]